# 裏海航空7908號班機空難
2009年7月15日，裏海航空公司（Caspian Airlines）航班 7908 ，由伊朗德黑蘭飛往亞美尼亞葉里溫的民用航班，在Jannatabad的村落附近墜毀，墜毀處在伊朗西北部加茲溫省。據報道，機上共有153名乘客和15名機組人員全數罹難。

## 機身
代表伊朗航空機構的發言人指出，肇事飛機是圖-154型號，伊朗裏海航空公司運營，註冊號 EP-CPG。飛機於1987年製成，同年4月20日投入服務，當時的航空公司是阿富汗巴科塔航空公司（Bakhtar Afghan Airlines），註冊號YA-TAR。1988年售予阿里亞納阿富汗航空公司（Ariana Afghan Airlines），飛機在該公司服務直至1998年。1998年3月15日，飛機售予裏海航空公司，正是飛機製成11年之後。墜機後數小時，飛航資料記錄器，3個中尋獲兩個。雖然飛航資料記錄器損毀，希望產生足夠資料，以斷定空難起因。

## 墜機
伊朗時間（07:03 UTC）11時33分，即在伊瑪目霍梅尼國際機場起飛後16分鐘，航機墜毀。據當局指，機尾突然起火。機師在空中盤旋，嘗試尋找安全地點降落，並不成功。機身衝向農田全機損毀，地上留有10米深坑。目擊者稱事發當時在肇事地點300米範圍內，形容飛機好像“直墮半空”。墜機後3小時，仍然殘留200平方米的火焰。繼2003年伊朗空難後，最嚴重的航空事故。